# آرثر ستيل
آرثر ستيل هو لاعب رماية كندي، ((و. 1876  م)).

## وصلات خارجية
- آرثر ستيل على موقع أوليمبيديا (الإنجليزية)